# Banque Sanpaolo
 (janvier 2016).
Si vous disposez d'ouvrages ou d'articles de référence ou si vous connaissez des sites web de qualité traitant du thème abordé ici, merci de compléter l'article en donnant les références utiles à sa vérifiabilité et en les liant à la section « Notes et références ».
Sanpaolo IMI S.p.A. est une ancienne banque italienne créée en 1563 à Turin. Elle est une des principales banques et assurances d'Italie, basée à Turin. Elle emploie au moment de sa fusion environ 44 000 personnes pour 7 millions de clients. Elle compte environ 3 200 agences s'occupant d'activités bancaires liées aux particuliers et aux entreprises, ainsi qu'aux épargnes et fonds de retraites.
En 2007, elle fusionne avec Banca Intesa pour donner naissance au groupe Intesa Sanpaolo, l'une des plus importantes banques européennes.

## Histoire
En Italie, sept Turinois fondent la Compagnia di Sanpaolo en 1563 , une institution dédiée à la défense des déshérités.  Initialement œuvre de charité, la Compagnia développe progressivement des activités de crédit : le Mont-de-Piété.
Près de 3 siècles plus tard, en 1879, les œuvres de charité, le Mont-de-Piété et le crédit foncier sont les trois métiers de Sanpaolo.
La Compagnia di Sanpaolo étend ses activités à plusieurs provinces italiennes et se concentre sur le crédit de droit public en 1930. 
En 1950, la banque change de nom et devient l’Instituto Bancario Sanpaolo di Torino.
En 1988, la Banque Vernes & Commerciale de Paris est rachetée par le groupe Sanpaolo avant de devenir en 1990  en France la Banque Sanpaolo. 
En 1996, la Banque SanPaolo reprend le Groupe Dresdner (réseau de la Banque Veuve Morin-Pons).
En 1997, le groupe San Paolo est privatisé avec 80 % de ses actions détenues par le marché.
En 1998, la Banque Sanpaolo fusionne avec l’Istituto Mobiliare Italiano (it) (fondé en 1931).
En 2003, le Groupe Sanpaolo cède 60 % du capital de la Banque Sanpaolo en France au Groupe Caisse d'épargne avant de céder les  40 % restants du capital au groupe Caisse d’Épargne en 2005. La Banque Sanpaolo en France qui devient Banque Palatine.
En 2007, Sanpaolo IMI fusionne avec Banca Intesa sous le nom de Intesa Sanpaolo  afin de constituer le 7e groupe bancaire en Europe.